# Zwerversbloed
Zwerversbloed is een sciencefiction- en antroposofische novelle van de Amerikaan Chad Oliver. Hij schreef het verhaal Blood's a rover in 1952 en het werd gepubliceerd in het blad Astounding. In 1973 nam collega sciencefictionschrijver Robert Silverberg het op in zijn bundel Deep Space. Deep space verscheen in 1980 onder de titel Het verre Centaurus in de serie Bruna SF. Oliver was in Nederland een vrijwel onbekende sciencefictionschrijver, maar tevens antroposoof in Austin (Texas). Het verhaal belicht beide zijden van zijn leven.

## Het verhaal
Conan Lang wordt namens de Aardse bevolking erop uitgezonden om de bevolking van Sirius 10 op te stuwen in de vaart der volkeren. De bevolking van de Aarde vindt zichzelf het verst in de evolutie van de mensheid. Er zijn wel mensen op andere planeten aangetroffen, maar die zijn zover nog niet. Om ervoor te zorgen dat dat ook zo blijft, reguleren de mensen op Aarde de menselijke evolutie elders. Op Sirius 10 is een bevolking aanwezig die nog nomadisch is, maar op het punt staat om zich vast te vestigen in een gebied dat voldoende bescherming en voedsel brengt. De klassieke groepsopbouw vertraagt dat echter. Conan en zijn maat moeten die structuur afbreken en ervoor zorgen dat op Sirius 10 de bevolking oude tradities verlaat en overstapt op de nieuwe. Dat leiden gebeurt onder andere door de stamcultuur af te breken en de sjamaan “voor gek” te verklaren. Lang slaagt daar uiteindelijk is, door over vuur te lopen, een teken dat hij in ieder geval niet gek is. Lang loopt daarbij wel fysieke schade op, maar dat behoort bij zijn werk. Als hij na een herstelperiode terugkeert, ziet hij dat zijn werk goed heeft uitgepakt. Hij kan nu terug naar Aarde, alwaar zijn beloning voor hem klaarligt. 
Eenmaal terug op Aarde, gaat hij naar zijn werkgever. Lang vraagt zich namelijk af of ook de bevolking van de Aarde “gestuurd” wordt. Hij heeft inmiddels voldoende krediet opgebouwd om ingewijd te worden. De Rerma beschouwen zich verder ontwikkeld dan de mensheid en leiden de ontwikkeling van de Aardmensen in “goede banen”. Ze zijn hier sinds 1900 en aan hen hebben we atoomenergie en ruimtereizen te danken. Deze vooruitgang was alleen mogelijk door twee wereldoorlogen.

## Ontvangst
Het verhaal werd later gezien zijnde Olivers zicht op de ontwikkelingen in de wereld. Na de Tweede Wereldoorlog werd de Verenigde Staten gezien als de politieagent van die wereld. Zij zouden zorgen dat alles goed kwam, vanuit hun optiek. Andere beschouwden dat als neokolonialisme. 
De oorspronkelijke titel van het verhaal Blood’s a rover is waarschijnlijk ontleend aan het gedicht Reveille van Alfred Edward Housman, waarin tot actie opgeroepen wordt. Reveille staat voor het waken en verzamelen van militairen dan wel strijd. Zekerheid omtrent deze verklaring is er niet, want de titel en Reveille lijken geen binding te hebben met het verhaal. Oliver heeft ooit een verklaring over de titel gegeven, maar die bevindt zich in de archieven van de Universiteit van Texas in Austin.  